# 蕭壠文化園區
23°10′23″N 120°10′45″E / 23.1731790°N 120.1792288°E
蕭壠文化園區（英語：Soulangh Cultural Park）位於臺南市佳里區，又名叫蕭壠國際藝術村，「蕭壠」是平埔族原住民西拉雅族「蕭壠社」社名，1906年日本明治製糖株式會社在臺設立第一座新式製糖工廠為「蕭壠糖廠」，後更名為佳里糖廠。
蕭壠文化園區前身係臺南佳里糖廠倉庫群，共計14棟倉庫，統稱蕭壠十四倉，佔地約13.8公頃。日治時期運糖的火車鐵道，串連起14棟倉庫，形成蕭壠深具特色的南、北兩條廊道。佳里糖廠特有的人文風貌與綠蔭建築之美，閒置空間再利用後賦予其新的使命與面貌。
2003蕭壠文化園區籌備處成立，由陳献明兼任主任，整修荒蕪的廢棄倉庫，保留建築原有樣貌、植樹、綠美化自然環境，並進行各棟倉庫整修及空間改造工作，讓這些舊式倉庫，各自展現出不同的內部空間設計與應用，於2005年1月正式對外開園，讓糖廠以藝文基地的嶄新面貌重回人們的生活中。

## 沿革
1998年台糖公司結束佳里糖廠製糖業務。2001年，行政院文化建設委員會將閒置空間活化再利用列為施政重點之一，並推動『地方文化館計畫』，希望以社區總體營造的精神為基礎以發掘地方文史特色。臺南縣政府遂將佳里糖廠列為首要轉型地點之一。
為推動「蕭壠文化園區計畫」，前台南縣長蘇煥智召集學者成立「蕭壠文化園區計畫諮詢顧問團隊」，赴台糖公司拜會時任董事長吳乃仁洽談開發事宜，並獲文建會列入地方文化館輔導點，成為「蕭壠文化園區」發展的新契機。台南縣政府於2003年起與台糖公司簽訂土地租賃契約並著手開始廠區的整建工作。當中共有十四座倉庫改建成為十間展覽館與四所公共設施並以公辦公營的方式營運。
2005年開館後首以連續兩屆以糖業背景為色彩的兩屆世界糖果文化節打響該園區知名度。2006年起更連續協辦三屆台灣設計博覽會 （页面存档备份，存于）等大型活動。而後園區轉為不定期舉行各種主題展覽，或是提供個別藝術家、學生畢業作品等作為展示空間。

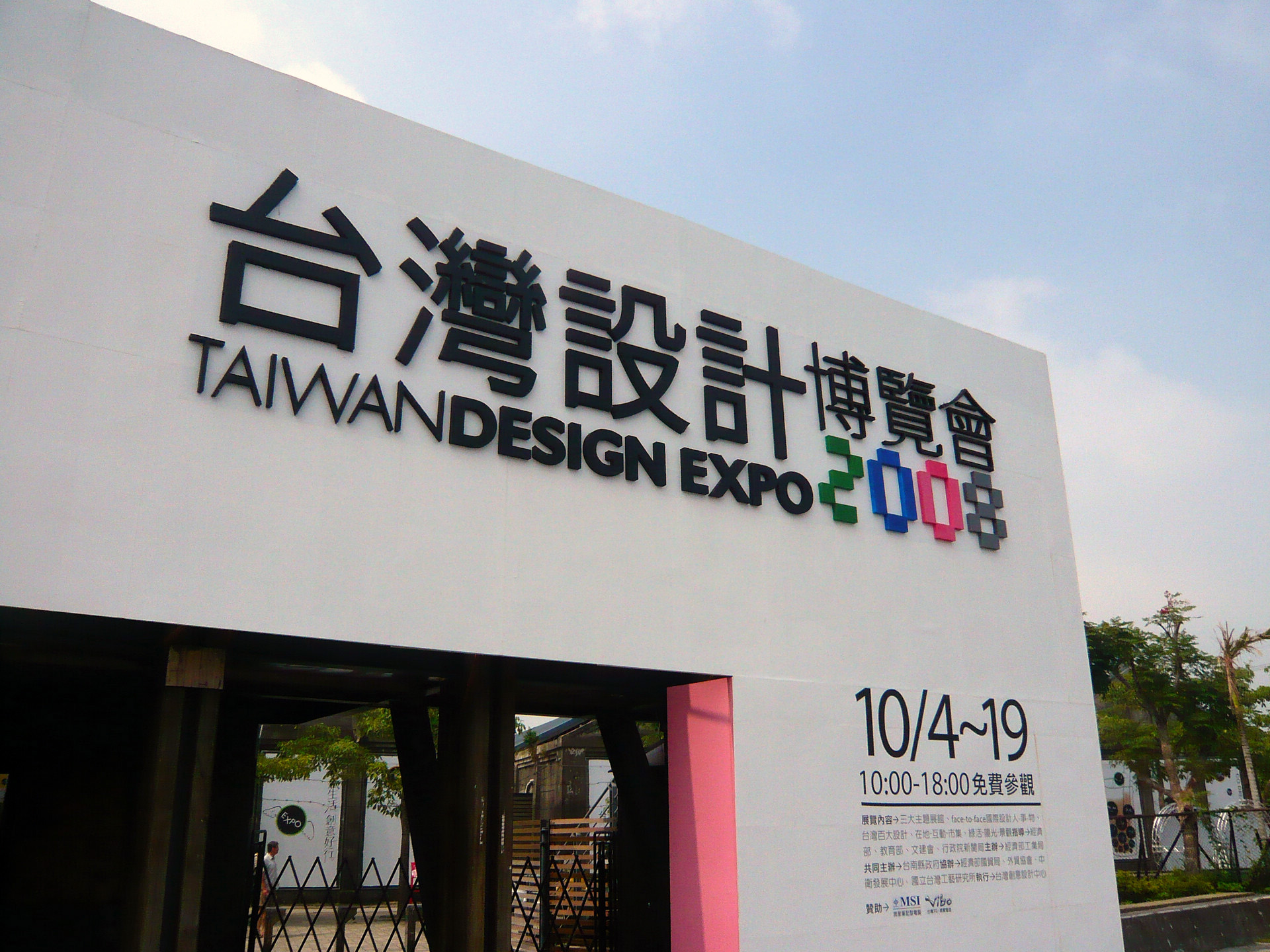
2008台灣設計博覽會於蕭壠文化園區

2013年，臺南市政府文化局開始蕭壠國際藝術村計劃 （页面存档备份，存于），邀請來自台灣各地與各國的藝術家進駐園區進行創作。

## 常設展

### 西拉雅平埔族文化館
西拉雅族原本分布在臺南到恆春半島之間，是平埔原住民族群當中人口最多的一族，也為臺南市政府認定之「臺南市定原住民」。蕭壠文化園區的名稱更來自於昔日西拉雅族四大社之一的蕭壠社之故。本館展示了七種不同的西拉雅族生活樣態，希冀讓閱聽者了解西拉雅族的歷史與文化。

### 臺南藝陣館
展示地點：A11館
以重現台南地區各地極具特色的廟會藝陣為主題，如王爺信仰、十二婆姐、八家將、舞龍舞獅及高蹺等元素。並輔以日本藝術家松本直美的燈光設計。其中也收藏具有三百多年歷史的佳里興震興宮泥塑神像群。
2016年起，開展蕭壠年度計畫「近未來的交陪-藝陣X當代設計」，邀請當代藝術家，以傳統信仰「交陪」為主題辦理系列展覽、表演及活動。

## 蕭壠兒童圖書館
蕭壠兒童圖書館原址為佳里糖廠內的辦公室，2008年台南縣政府通過行政院文化建設委員會擴大內需案補助，並向全國民眾、各大出版社、企業家、兒童文學家等各界人士「募書入股」，最後召集股東566名，共募集13,796冊圖書，經篩選整理了近12,000冊，並於2009年10月10日正式啟用。本館為臺南市公共圖書館的成員之一，持台南市任一圖書館借書證，皆可在本館借閱書籍。

### 假日瘋電影
每週六、日上午10:00於館內木板區播放電影。

### 媽媽說故事
每週日15：30～16：30有南瀛故事人協會 （页面存档备份，存于）之志工在木板區為蒞館之閱聽眾朗讀故事書。

## 蕭壠國際藝術村
配合文化部文化部補助藝術村營運扶植計畫，臺南市政府文化局為透過藝術工作坊及各式展演活動與居民互動，並培育臺南藝文欣賞人口，自2013年開始提供藝術家駐村申請，藉此活絡臺南與國際藝術交流，以蕭壠國際藝術村為據點，提供專業藝術家創作空間。

## 開放時間
日期：每週一、週二與除夕休館

時間：早上9:00~下午5:00

全年免費入園

## 交通
- 大台南公車[4]

| 編號   | 路線                   | 停靠站         |
| ------ | ---------------------- | -------------- |
| 藍2    | 佳里－溪底寮－南鯤鯓   | 蕭壠文化園區站 |
| 藍3    | 佳里－學甲－蘆竹溝     | 蕭壠文化園區站 |
| 棕幹線 | 新營－鹽水－學甲－佳里 | 蕭壠文化園區站 |
| 橘9    | 佳里－學甲－高鐵嘉義站 | 蕭壠文化園區站 |

## 外部連結
- 蕭壠文化園區Soulangh cultural Park（繁體中文）

## 資料來源
1. ↑  閒置空間轉型文化創意產業的個案研究，黃美淑，2014年[永久]
2. ↑  .   [2015-02-17]. （原始内容存档于2015-02-17）.
3. ↑  .   [2015-02-17]. （原始内容存档于2015-02-16）.
4. ↑  .   [2017-01-22]. （原始内容存档于2016-07-28）.